# Чорностік (Люблінське воєводство)
Чорностік (пол. Czarnystok, Чарнисток) — село в Польщі, у гміні Радечниця Замойського повіту Люблінського воєводства. Населення — 706 осіб (2011).

## Історія
1699 року вперше згадується унійна церква в селі.
За даними етнографічної експедиції 1869—1870 років під керівництвом Павла Чубинського, у селі переважно проживали польськомовні римо-католики, меншою мірою — греко-католики, які також розмовляли польською.
У 1975—1998 роках село належало до Замойського воєводства.

## Населення
Демографічна структура станом на 31 березня 2011 року:
|          | Загалом | Допрацездатний вік | Працездатний вік | Постпрацездатний вік |
| -------- | ------- | ------------------ | ---------------- | -------------------- |
| Чоловіки | 349     | 87                 | 215              | 47                   |
| Жінки    | 357     | 66                 | 195              | 96                   |
| Разом    | 706     | 153                | 410              | 143                  |